# Krasnogorskij (obwód czelabiński)
Krasnogorskij (ros. Красногорский) – osiedle typu miejskiego w Rosji, w obwodzie czelabińskim, w rejonie jemanżelińskim. W 2010 liczyło 13 624 mieszkańców.